# Małgorzata Wojtkowiak
Małgorzata Wojtkowiak (ur. 30 stycznia 1982 w Poznaniu) – polska florecistka, czterokrotna medalistka mistrzostw świata. Reprezentowała klub AZS-AWF Poznań.
W 1998 roku zdobyła indywidualnie brązowy medal na mistrzostwach świata kadetów w Valencii. Na rozgrywanych rok później mistrzostwach świata juniorów w Keszthely zdobyła brąz indywidualnie wśród kadetów i złoto drużynowo wśród juniorów. Następnie była trzecia indywidualnie i pierwsza drużynowo na mistrzostwach świata juniorów w South Bend. Podczas mistrzostw świata juniorów w Gdańsku w 2001 roku zwyciężyła w obu konkurencjach. Zdobyła również srebrny medal drużynowo na mistrzostwach świata juniorów w Antalyi w 2002 roku
Podczas mistrzostw świata w Lizbonie w 2002 roku Polki w składzie: Sylwia Gruchała, Małgorzata Wojtkowiak, Anna Rybicka i Magdalena Mroczkiewicz zdobyły srebrny medal w turnieju drużynowym. W tej samej konkurencji zdobyła następnie złote medale na mistrzostwach świata w Hawanie i mistrzostwach świata w Petersburgu oraz brązowy na mistrzostwach świata w Nowym Jorku.
Wystartowała na  igrzyskach olimpijskich w Pekinie w 2008 roku, gdzie była siódma drużynowo, a indywidualnie zajęła 21. miejsce. Brała też udział w igrzyskach olimpijskich w Londynie w 2012 roku, gdzie w turnieju indywidualnym była siedemnasta, a w drużynowym piąta.
Zdobyła brąz w zawodach drużynowych na mistrzostwach Europy w Funchal w 2000 roku. W konkurencji tej zdobyła następnie złoto na mistrzostwach Europy w Moskwie w 2002 roku i mistrzostwach Europy w Bourges w 2003 roku. Ponadto wywalczyła brązowy medal w turnieju indywidualnym na mistrzostwach Europy w Kijowie w 2008 roku.

## Osiągnięcia

### Mistrzostwa świata
- Złoto – drużyna florecistek (2007)
- Złoto – drużyna florecistek (2003)
- Srebro – drużyna florecistek (2002)
- Brąz – drużyna florecistek (2004)

### Mistrzostwa Europy
- Złoto – drużyna florecistek (2002)
- Złoto – drużyna florecistek (2003)
- Brąz – drużyna florecistek (2000)
- Brąz – floret indywidualnie (2008)

### Puchar Świata
- Brąz – floret indywidualnie (Hawana 2003)

### Młodzieżowe mistrzostwa świata
- Złoto – floret indywidualnie (2001)
- Złoto – drużyna florecistek (1998)
- Złoto – drużyna florecistek (1999)
- Złoto – drużyna florecistek (2000)
- Złoto – drużyna florecistek (2001)
- Srebro – drużyna florecistek (2002)
- Brąz – floret indywidualnie (2000)